# 未分化大細胞型リンパ腫
未分化大細胞型リンパ腫（みぶんかだいさいぼうがたリンパしゅ、Anaplastic large cell lymphoma: ALCL）は、T細胞性リンパ腫の一型である。

## 疾患概念
この疾患は1959年、Steinらによって提唱された悪性リンパ腫である。腫瘍細胞が豊富で類洞浸潤像がみられ、接着性の高い胞体と、腎臓様・馬蹄様と呼ばれる特徴的な異型の大型核を持つ、という組織学的特徴をもつ。またCD30、EMA陽性という免疫組織学的特徴も有する。

## 分類

### 歴史的経緯
ALCLの分類は時代の変遷とともに大きく変わってきた。
当初は上記の組織学的特徴があればT, B細胞型の両方ともがALCLとされていたが、後にB細胞型はびまん性大細胞型B細胞性リンパ腫に分類されることになった。RAEL分類では、形態学的な特徴の差異からHodgkin's diseaesなどに独立した疾患分類とされていたが、WHO分類第3版ではひとまとめにALCLとされ、また第4版ではALK陽性・陰性とそれぞれ独立した疾患分類とされることになった。同じく第3版ではPlimary cutaneous ALCLという疾患名であったもの、および良性の増殖性疾患と考えられていたリンパ腫様丘疹症(Lymphomatiod papulosis)は、第4版では原発性皮膚CD30陽性T細胞増殖性疾患(Pimary cutaneous CD30 positive T-cell lymphoproliferative disdorders)にまとめられている。

### WHO分類第4版による分類
未分化大細胞型リンパ腫、ALK陽性 (Anaplastic large cell lymhoma, ALK positive)
未分化大細胞型リンパ腫、ALK陰性 (Anaplastic large cell lymhoma, ALK negative)
この分類は"暫定分類(provisional entity)"とされている。末梢性T細胞性リンパ腫など他のT細胞性リンパ腫との境界が曖昧なためである。今後分類は再編されると思われる。
原発性皮膚CD30陽性T細胞増殖性疾患(Pimary cutaneous CD30 positive T-cell lymphoproliferative disdorders)
この記事では、以降は上2つの疾患について述べる、

## 病因
病因は分かっていない。

## 疫学
ALK陽性のものは若年者に多く平均発症年齢は20代前半である。小児にもみられる。
一方ALK陰性のものは高齢者に多く平均発症年齢は50代である。

## 症状
症状は一般的な悪性リンパ腫の症状と同じである。節外病変を有することが多い

## 検査

### 血液検査・画像検査など
他のリンパ腫と同様である。

### 病理組織検査
診断の決め手となる。
- 組織学的所見

疾患概念でも述べたような特徴的な組織所見を認める。
- 免疫組織学的検査
  - ALK陽性か否かが治療反応性・予後に大きくかかわるので重要である(それゆえ疾患分類として独立している)
  - CD30, EMA陽性となる。他にT細胞性マーカーが陽性であるが、ALK陰性の場合、明らかにマーカーが陽性であれば末梢性T細胞リンパ腫と考える立場もある。
  - CD15, PAX5などのB細胞性マーカーは陰性である。これは他のリンパ腫との鑑別の手掛かりとなる。
  - CD56が陽性のことがある。ALK陽性・陰性ともに予後が不良となる[4]。
- 細胞遺伝学的検査
  - ALK陽性 - 2p23の転座が認められ、ALKキメラ遺伝子を形成する[注釈 1]。転座相手による予後の差異はない。
  - ALK陰性 - 共通した遺伝子異常は同定されていない。

## 診断
上記の組織学的診断によって行われる。病期分類も他の悪性リンパ腫と同様である。

## 治療

### ALK陽性
高悪性度リンパ腫に一般的なCHOP療法(およびそれに類した化学療法)を行う。限局期には放射線療法を併用する。

### ALK陰性
CHOPなどの多剤併用化学療法が主に行われる。自家造血幹細胞移植併用大量化学療法も試みられているが、目立った成績改善には至っていない。
ブレンツキシマブ ベドチン(Brentuximab vedotin)がCD30陽性再発・難治性の全身性未分化大細胞リンパ腫に対して欧米で認可されており、日本でも2014年1月に承認された。

## 予後

### ALK陽性
5年生存率は約70%と良好である。

### ALK陰性
難治例が多数を占める。5年生存率は50%以下である。
ブレンツキシマブ ベドチン治療例の長期予後はこれから明らかになっていくと思われる。

## 診療科
血液内科